# باربرا غيلب
باربرا غيلب (بالإنجليزية: Barbara Gelb)‏ هي كاتِبة وكاتبة مسرحية وصحفية أمريكية، ولدت في 6 فبراير 1926 في مانهاتن في الولايات المتحدة، وتوفي بنفس المكان في 9 فبراير 2017.

## وصلات خارجية
- باربرا غيلب على موقع IMDb (الإنجليزية)